# James Sargeant
James Frederick Richard "Dick" Sargeant (17 de março de 1936) foi um velejador australiano, campeão olímpico. Ele competiu nos Jogos Olímpicos de Verão de 1964 na classe 5.5 Metre e conquistou a medalha de ouro a bordo do Barrenjoey, ao lado de Bill Northam e Peter O'Donnell.
Antes de Tóquio, Dick foi tripulante de Gretel, o desafiante australiano à Copa América de 1962. Depois de Tóquio, Dick continuou seu envolvimento com o mundo da vela australiano e internacional durante as décadas seguintes. Em 2017, ele foi nomeado pela primeira vez no Australian Sailing Hall of Fame.